# Ioana Stănciulescu
Ioana Stănciulescu (née le 18 février 2004 à Constanța) est une gymnaste artistique roumaine.

## Carrière
Ioana Stănciulescu est médaillée d'argent par équipes et au sol ainsi que médaillée de bronze aux barres asymétriques au Festival olympique de la jeunesse européenne 2019 à Bakou.
Elle remporte la médaille d'argent au concours par équipes aux Championnats d'Europe de gymnastique artistique féminine 2020 à Mersin.